# Pelekete-Kloster
Das Kloster von Sankt Johann des Theologen (griechisch Μονή Αγίου Ιωάννου του Θεολόγου), bekannt als das Pelekete-Kloster (türkisch Pelekete manastırı, griechisch Mονή Πελεκητής), ist ein ehemaliges byzantinisches Kloster nahe der heutigen Stadt Tirilye in der Türkei (im Mittelalter Trigleia in Bithynien).
Das Kloster geht auf das 8. Jahrhundert zurück, doch sein Gründungsdatum ist unbekannt. Der Name Pelekete bedeutet auf Griechisch „mit einer Axt gehauen“ und bezieht sich auf den Standort über einem steilen Fels. Das Kloster war ein Zentrum der Bilderverehrung im Gegensatz zum byzantinischen Ikonoklasmus. In den Jahren 763 und 764 wurde das Kloster angegriffen und vom ikonoklastischen Gouverneur Michael Lachanodrakon niedergebrannt. Lachanodrakon folterte den hegoumenos des Klosters, Theosteriktos, sowie andere Mönche, 38 wurden bei Ephesus lebendig begraben. Das Kloster wurde gegen Ende des Jahrhunderts restauriert, und Makarios wurde sein hegoumenos. Mit der Fortsetzung des Bilderstreits nach 813 wurde er inhaftiert, doch die Mönche von Pelekete setzten ihre Opposition gegen den Ikonoklasmus fort.
Das Kloster verschwindet aus den Chroniken, Wissenschaftler identifizieren es mit den Ruinen eines Klosters 5 km westlich der Stadt Tirilye, das Sankt Johannes dem Theologen gewidmet ist. Örtliche Anwohner nennen es heute Aya Yani oder Ayani, eine Verballhornung des griechischen Namens „Sankt Johann“.